# Vyasa (Autor)
Vyasa (Sanskrit: व्यास Vyāsa m.) war ein indischer Autor, der im 5. oder 6. Jahrhundert lebte. Er war der erste Kommentator des Yogasutra von Patanjali. Von seinem Leben ist weiter nichts bekannt. Dieser Vyasa sollte nicht mit dem mythischen Weisen Vyasa verwechselt werden.
Sein Kommentar Yogasūtrabhāṣya, manchmal auch Vyāsabhāṣya genannt, wurde später von namhaften indischen Philosophen weiterkommentiert, so von Śaṅkara im Patañjalayogasūtrabhāṣyavivaraṇa (8. Jahrhundert), von Vācaspati Miśra im Tattvavaiśāradī (9. Jahrhundert) und von Vijñānabhikṣu im Yogavārttika (14. Jahrhundert). Diese Kommentare gelten mitunter als die wertvollsten zum Verständnis des Yogasutra.